# Ashfield (Massachusetts)
Ashfield es un pueblo ubicado en el condado de Franklin en el estado estadounidense de Massachusetts. En el Censo de 2010 tenía una población de 1.737 habitantes y una densidad poblacional de 16,66 personas por km².

## Geografía
Ashfield se encuentra ubicado en las coordenadas 42°31′13″N 72°48′20″O / 42.52028, -72.80556. Según la Oficina del Censo de los Estados Unidos, Ashfield tiene una superficie total de 104.26 km², de la cual 103.61 km² corresponden a tierra firme y (0.62%) 0.65 km² es agua.

## Demografía
Según el censo de 2010, había 1.737 personas residiendo en Ashfield. La densidad de población era de 16,66 hab./km². De los 1.737 habitantes, Ashfield estaba compuesto por el 96.43% blancos, el 0.4% eran afroamericanos, el 0.52% eran amerindios, el 0.52% eran asiáticos, el 0% eran isleños del Pacífico, el 0.06% eran de otras razas y el 2.07% pertenecían a dos o más razas. Del total de la población el 1.78% eran hispanos o latinos de cualquier raza.